# Museum Het Spinozahuis

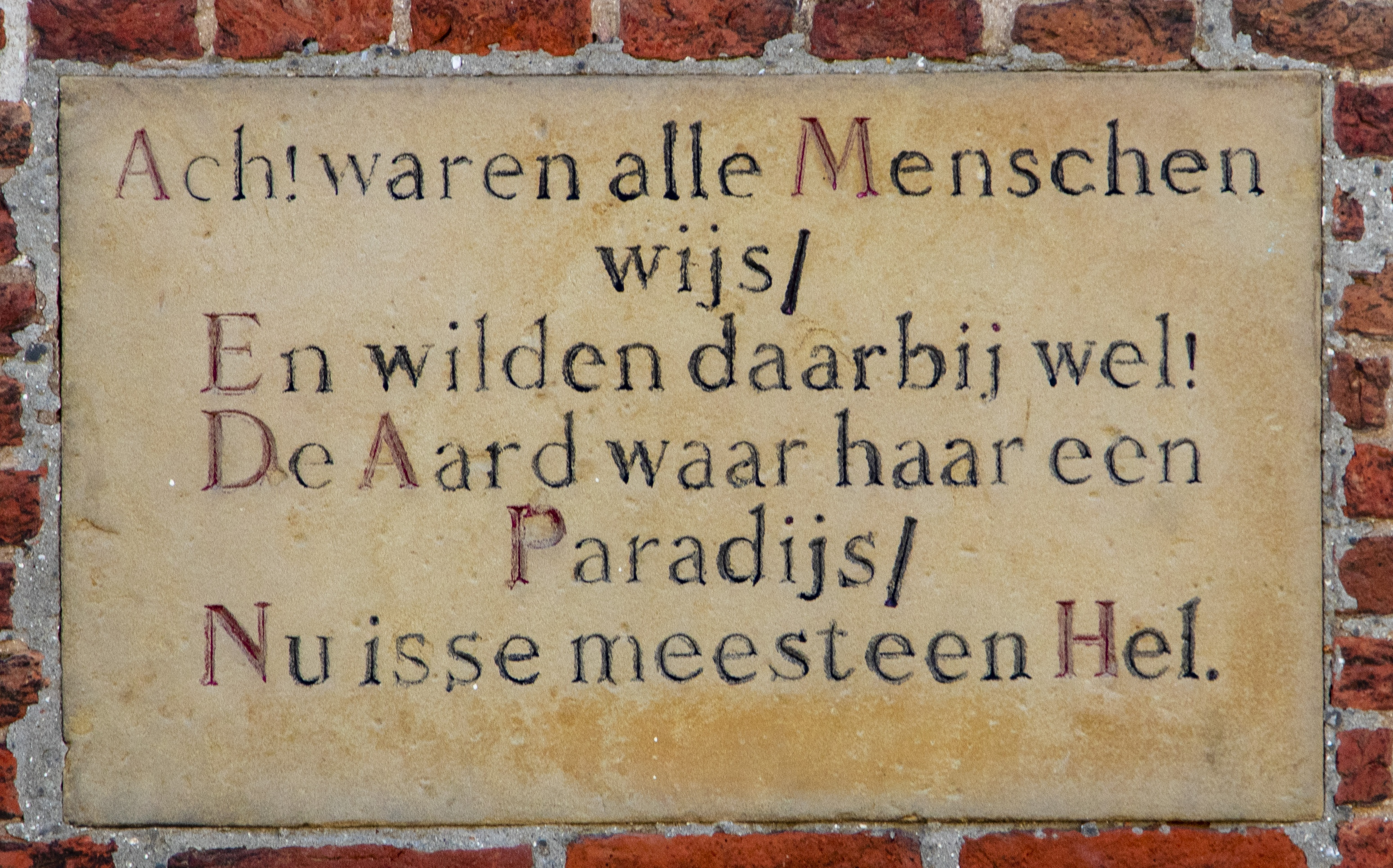
De replica gevelsteen met vers van Camphuyzen

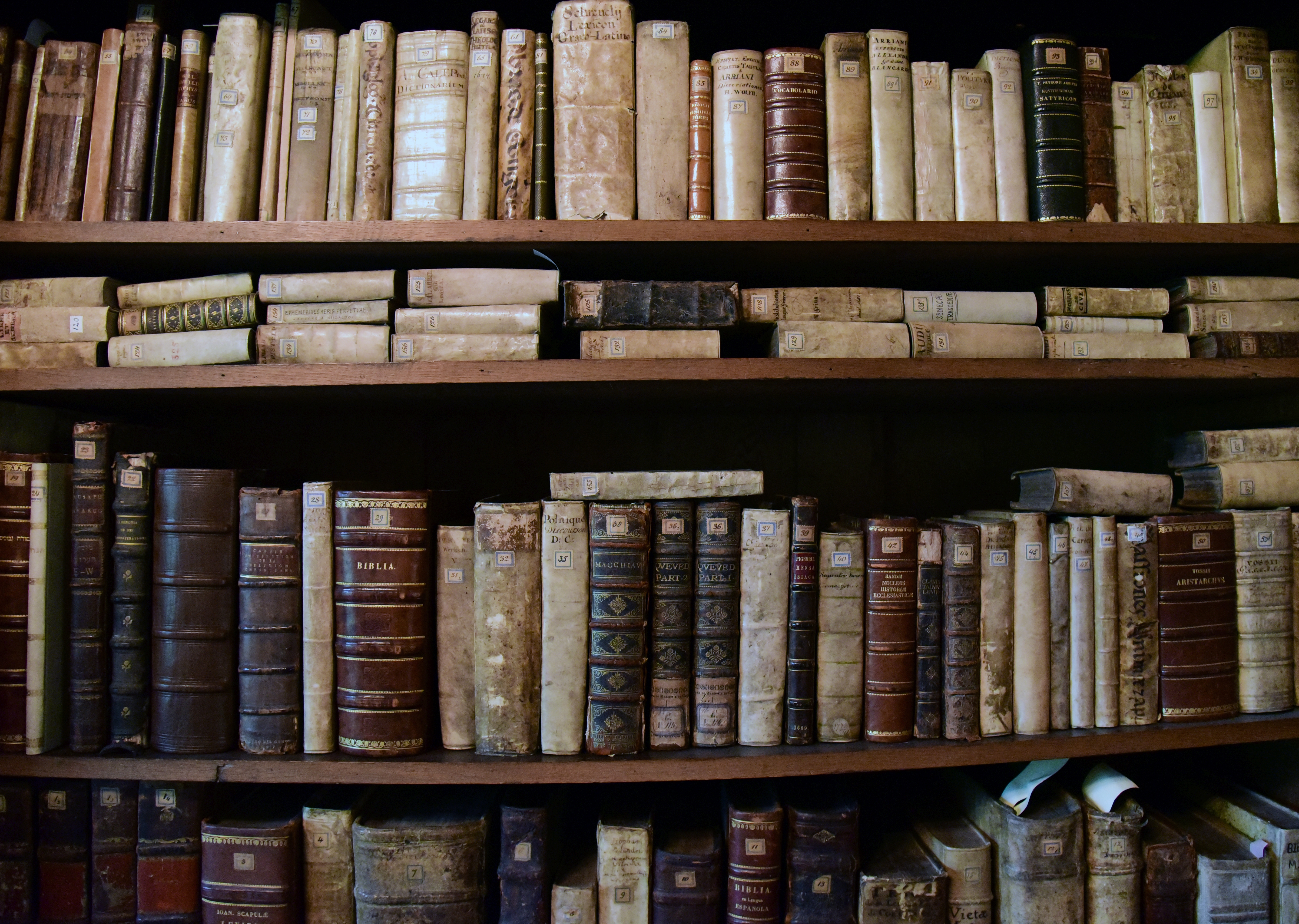
Gereconstrueerde bibliotheek van Spinoza

Museum Het Spinozahuis is een museum gevestigd aan de Spinozalaan 29 te Rijnsburg.
Het museum is gewijd aan Benedictus de Spinoza, die hier van 1661 tot in 1663 heeft gewoond en gewerkt. De chirurgijn Herman Homan bood hem daarbij woonruimte aan in zijn huis. Spinoza maakte er lenzen en schreef er.

## Gebouw
Het gebouw dateert uit het midden van de 17e eeuw en is mogelijk gebouwd voor de chirurgijn Meester Herman Homan. Een gevelsteen met het jaartal 1661 lijkt dit te bevestigen. Er zijn echter alleen verkoopaktes, bij vererving werd geen akte opgemaakt.
De volgende personen waren eigenaar:
- ?? Herman Homan, † 18-1-1669 (erven: weduwe Geertje Verruijt en minderjarige kleindochter)
- 1677-1702 Dirk van Heemskerk
- 1702-1705 Johannes Vermerealt
- 1705-1712 Anna Dapley (erven)
- 1712-1738 Joost Coopman
- 1738-1875 Jacob Bogaards [erven weduwe Marijtje Kok († 1837), daarna kinderen]
- 1875-1880 Wouter Lagerberg, Theo Juffermans
- 1880-1896 Maria Catharina Boon, † 12-11-1896

Wanneer het pand in 1896 als daglonerswoningen weer ter verkoop wordt aangeboden, wordt het door een Spinozakenner Willem Meijer herkend mede aan de hand van de gevelsteen met een tekst van de 17e-eeuwse dichter Dirk Rafaelsz. Camphuysen:
Ach! waren alle Menschen wijs
En wilden daarbij wel!
De Aard waar haar een Paradijs
Nu isse meest een Hel.
Op 2 november 1920 bezocht Albert Einstein het Spinozahuisje met Harm Kamerlingh Onnes, een neef van Heike Kamerlingh Onnes. Einstein antwoordde later op de vraag of hij in God geloofde: "Ik geloof in de God van Spinoza, die zichzelf openbaart in de wetmatige harmonie van het heelal, en niet in een God die zich bemoeit met het lot en de handelingen van mensen."
Er werd de Vereniging Het Spinozahuis opgericht, die het kocht en het sinds 1899 exploiteert, sinds 2012 als museum. Er staat onder meer een boekenkast waarin Spinoza's boekencollectie is gereconstrueerd, zoals hij die bij zijn dood achterliet.
Het gebouw is sinds 18 november 1971 een rijksmonument; in het monumentenregister staat het omschreven als "lage woning met eenvoudige topgevel, ingrijpend hersteld".